# Siemens ER20
Die Siemens ER20 ist eine vierachsige dieselelektrische Lokomotive der mittleren Leistungsklasse aus der Eurorunner-Familie von Siemens. Sie wurde zwischen 2002 und 2011 in einer Gesamtstückzahl von 181 Exemplaren gebaut. Die größte Flotte betreiben die ÖBB mit insgesamt 100 Lokomotiven dieses Typs, die als Reihe 2016 geführt werden. Die übrigen Lokomotiven sind bei verschiedenen Privatbahnen im Personen- und Güterverkehr im Einsatz.
In Deutschland wurde sie zunächst als Baureihe 253 geführt und steht im Fahrzeugeinstellungsregister nun als Baureihe 223.

## Bezeichnung
Die Bezeichnung ER20 steht für die EuroRunner, mit einer Wellenleistung des Dieselmotors von 2000 kW. Mit dem Erscheinen der sechsachsigen Siemens ER20 CF bzw. CU heißen diese Loks jetzt ER20 BU bzw. ER20 BF, von denen 44 Exemplare in Litauen als LG-Baureihe ER20 im Einsatz sind. Als ER20 BF (ehemals ER20 F) wird eine reine Güterzugvariante der Lok ohne Zugsammelschiene bezeichnet.

## Geschichte

### Vorgeschichte und Bau
Ende der 1990er Jahre wurde der Personen- und Güterverkehr auf den nicht elektrifizierten Strecken der Österreichischen Bundesbahnen (ÖBB) überwiegend mit Fahrzeugen aus den 1960er und 1970er Jahren betrieben. Zur Erneuerung der Fahrzeugflotte veröffentlichten die ÖBB 1997 eine Ausschreibung, um die Reihen 2043/2143 und 2050 zu ersetzen.
Der Auftrag über zunächst 40 Streckendiesellokomotiven wurde an Siemens AG, Österreich vergeben und in Verantwortung von Siemens Transport Systems, Erlangen konstruiert und gefertigt. 1999 wurde eine erste Option für 30 weitere Lokomotiven gezogen. Die erste Lokomotive wurde im Jahr Januar 2002 ausgeliefert und bei den ÖBB als Reihe 2016 (genannt „Hercules“) bezeichnet. Später wurde eine Option über 30 weitere Lokomotiven gezogen.
Auf Basis der Reihe 2016 wurde von Siemens eine komplette Familie von Streckendiesellokomotiven geschaffen, die Eurorunner-Familie. Auf dieser Basis beschafften mehrere Privatbahnen in Österreich und Deutschland Lokomotiven vom Typ ER20, etwa die Steiermarkbahn Transport und Logistik oder die Regentalbahn für den Alex-Verkehr Exemplare der Lokomotive.
Fünf mit Mittelpufferkupplung ausgestattete Loks sind im August 2003 nach Hongkong geliefert worden.
Die Lokomotiven sind bis 2007 in Deutschland als Baureihe 253 bezeichnet worden, das Fahrzeugeinstellungsregister bezeichnet sie seitdem jedoch als Baureihe 223 und vergibt die Baureihe 253 an die Vossloh G 2000 BB. Bei den Osthannoverschen Eisenbahnen werden deren drei ER20 F als 2700 80 – 2700 82 bezeichnet (die OHE-Bezeichnungen orientieren sich an der Lokleistung in PS).
Die letzte ER20 ist 2012 für die Adria Transport in Koper in Slowenien gebaut worden.
Folgende Unternehmen gaben Lokomotiven vom Typ ER20 in Auftrag:
| Name des Auftraggebers                                      | Anzahl | Land                 |
| ----------------------------------------------------------- | ------ | -------------------- |
| Adria Transport                                             | 1      | Slowenien/Österreich |
| Alpha Trains                                                | 12     | Belgien              |
| BKS Bank                                                    | 1      | Österreich           |
| CBRail                                                      | 3      | Deutschland          |
| Eisenbahngesellschaft Ostfriesland-Oldenburg mbH (e.g.o.o.) | 2      | Deutschland          |
| Eisenbahnen und Verkehrsbetriebe Elbe-Weser                 | 4      | Deutschland          |
| IntEgro Verkehr                                             | 2      | Deutschland          |
| LTE Logistik- und Transport-GmbH                            | 2      | Österreich           |
| Metrans                                                     | 7      | Tschechien           |
| MTR Corporation                                             | 5      | Hongkong             |
| Nordic Rail Service (Tochter der LHG)                       | 1      | Deutschland          |
| Österreichische Bundesbahnen                                | 100    | Österreich           |
| Osthannoversche Eisenbahnen AG                              | 3      | Deutschland          |
| PCT Private Car Train (Ein Unternehmen der ÖBB)             | 5      | Deutschland          |
| PRESS                                                       | 2      | Deutschland          |
| Prüfcenter Wegberg-Wildenrath                               | 1      | Deutschland          |
| Rail Transport Service                                      | 4      | Österreich           |
| Cargo Trans Vagon                                           | 2      | Rumänien             |
| Siemens Dispolok                                            | 16     | Deutschland          |
| Steiermarkbahn                                              | 2      | Österreich           |
| Stern & Hafferl                                             | 4      | Österreich           |
| Westfälische Landes-Eisenbahn                               | 2      | Deutschland          |
| Summe                                                       | 181    |                      |

### Einsatzgeschichte
Verschiedene Leasinggesellschaften vermieten diese Lokomotiven. Den Anfang machte Siemens Dispolok, welche später in die Mitsui Rail Capital Europe (MRCE) aufging. Es folgten Angel Trains (heute Alpha Trains) und CBRail. Diese Mietlokomotiven werden teils von wechselnden Eisenbahnverkehrsunternehmen eingesetzt.
Eine der MRCE-Loks ist bei der slowakischen Privatbahn BRKS im Einsatz. Seit Mitte Juli 2007 gibt es auch eine Zulassung für Tschechien.
Die heutigen Besitzverhältnisse haben sich im Laufe der Zeit bei einigen Lokomotiven geändert. So wurde 2013 die 223 004-3 von MRCE an die Steiermarkbahn verkauft oder die drei Lokomotiven von CBRail gingen über die Ascendos Rail Leasing zur Beacon Rail Leasing (BRLL).
Die 12 Lokomotiven von Alpha Trains sind langfristig an Die Länderbahn (DLB) vermietet, welche unter dem Markennamen alex seit 2007 die Strecke München–Regensburg–Schwandorf–Furth i. W./Hof und zwischen 2007 und 2020 die Strecke München–Kempten–Oberstdorf/Lindau bedienten.
Vier Lokomotiven von BRLL und IntEgro sind seit 2015 von Transdev Regio Ost gemietet und werden zwischen Chemnitz und Leipzig eingesetzt.
Ende April / Anfang Mai 2021 wurde die 2016 922 von LTE Logistik- und Transport-GmbH an die Graz-Köflacher Bahn und Busbetrieb übergeben, die ab dem 3. Mai 2021 Doppelstockzüge der GKB zieht.
Beim Eisenbahnunfall bei Milavče wurde die 223 066 am 4. August 2021 schwer beschädigt.
Seit 2023 besitzt die Steiermarkbahn von ursprünglich drei Lokomotiven nur mehr eine Lokomotive.

### Nachfolger
Im Jahr 2010 stellte Siemens das Konzept der Vectron DE vor, welche eine Weiterentwickelung der ER20BF darstellt.

## Konstruktion

### Allgemeines
Die Lokomotive ist als Drehgestelllokomotive mit der Radsatzfolge Bo'Bo' mit Endführerständen ausgeführt. Zwischen den Führerständen befindet sich der Maschinenraum, in dem die Maschinen- und Hilfsanlagen befinden. Zwei geschraubte Schottwände unterteilen den Maschinenraum in drei Räume: Elektroraum, Motorraum und Kühlerraum. Im Elektroraum befinden sich der sogenannte zentrale Elektroblock und das Bremsgerüst, im Motorraum der Dieselmotor und im Kühlerraum die Dieselmotorkühlanlage. Im Maschinenraum sind die Gerüste und Komponenten weitgehend mittig angeordnet, sodass die Lokomotive zwei gerade Seitengänge hat, den Lokomotivführer- und den Wartungsgang. Alle Bedienvorgänge, die der Triebfahrzeugführer im Maschinenraum durchführen muss, sind vom Lokomotivführergang aus zugänglich. Der Wartungsgang muss dagegen nur für Instandhaltungsarbeiten betreten werden. In einem Kanal unter dem Wartungsgang verlaufen die elektrischen Hauptstrom- und Druckluftleitungen, unter dem Lokomotivführergang die elektrischen Hilfsbetriebe-, Steuer- und Busleitungen. Unterflur zwischen den beiden Drehgestellen hängt der Kraftstofftank-Batterie-Modul und der Zugsammelschienencontainer. Dieser wurde bei den Lokomotiven des Typs ER20 BF durch einen Zusatztank ersetzt, der das Kraftstoffvolumen erhöht.
Zwei abnehmbare Dachsegmente bilden das Dach über dem Maschinenraum. Das Dachsegment über dem Elektroraum enthält die Hauptluftbehälter und die Bremswiderstände. Das andere Dachsegment erstreckt sich über den Motor- und Kühlerraum und hat das Kühlanlagengitter integriert.

### Wagenkasten und Drehgestelle
Der selbsttragende Wagenkasten ist in Differentialbauweise aufgebaut und besteht aus den Hauptbaugruppen Untergestell, den zwei Führerhäusern und den beiden Seitenwänden. Das Untergestell wiederum besteht aus zwei Seitenlangträgern mit Querträgern am Kopfende, für den Drehzapfen und den Motor. Zwischen Kopf- und Motorquerträge verlaufen zusätzlich mittige Mittellängsträger. Die Pufferträger sind als Deformationselemente ausgeführt. Die Seitenwände sind aus einem Gitterfachwerk aus Stahlprofilen aufgebaut, wobei die integrierten Dachschrägen tragende Teile sind. Die Beplankung dieser Struktur aus Aluminiumwabenplatten werden nur aufgeklebt. Der Boden, die Seitenwände und die Rückwand der Führerhäuser sind Teil des geschweißten Wagenkastens. Die Frontpartie inkl. der Übergangsschräge zur Seitenwand ist eine eigene Schweißbaugruppe, das sogenannte Frontend. In das Frontend ist der Führertisch integriert und wird in der Endmontage mit dem Kasten verbunden.
Die beiden Drehgestelle sind als vollständig geschweißte, geschlossene Rahmenkonstruktion ausgeführt. Die beiden gekröpften Drehgestell-Langträger sind durch zwei Kopfquerträger und einen Mittelquerträger miteinander verbunden. In den Mittelquerträger taucht der tiefangelenkte, quadratische Drehzapfen ein, der die horizontalen Kräfte zwischen Drehgestell und Wagenkasten aufnimmt. Der Wagenkasten stützt sich über insgesamt acht paarweise, quer zur Fahrtrichtung angeordnete Flexicoil-Schraubenfedern auf die Drehgestelle ab. Der Antrieb erfolgt über einen Ritzelhohlwellenantrieb. Die Fahrmotoren sind am Drehgestell-Mittelquerträger federnd gelagert, während das Getriebegehäuse mit Ritzel und Großrad ungefedert auf der Radsatzwelle sitzt. Die Primärfederung zwischen Drehgestellrahmen und Radsatzlagergehäuse erfolgt je Fahrzeugseite über zwei kurze Schraubenfedern mit Dämpfern. Die Übertragung der Längskräfte erfolgt über horizontale Dreieckslenker. Diese haben in Längsrichtung eine geringere Federsteifigkeit als in Querrichtung, bedingt durch die besondere Form der Silentbuchsen an den Radsatzlagern. Dadurch wird eine passive Radialstellung der Radsätze bei Bogenfahrten erreicht. An den Kopfquerträgern sind die Bremszangen und an den Radscheiben die Bremsscheiben der Scheibenbremsen befestigt.

### Maschinenanlagen und Kraftübertragung

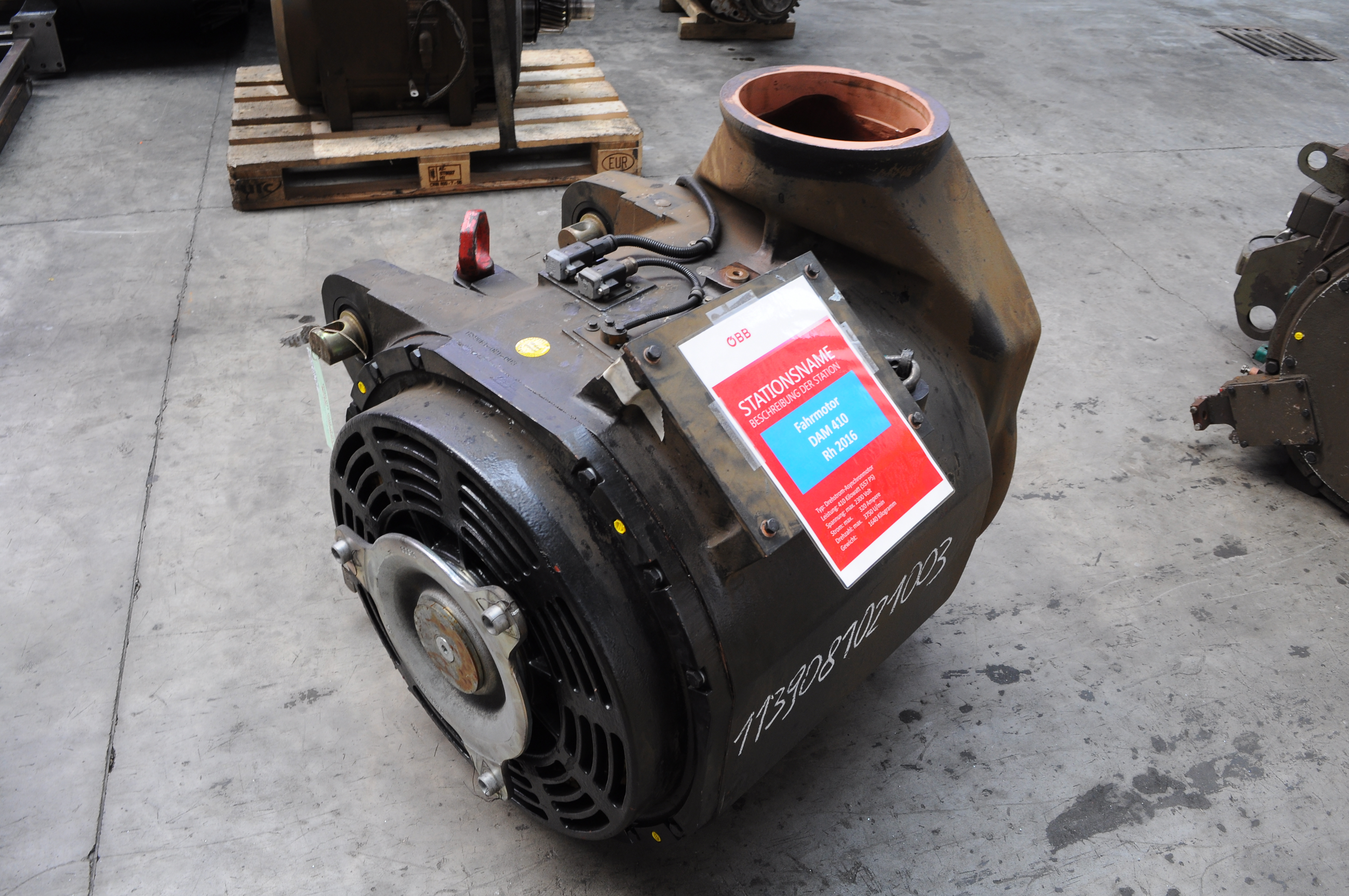
Fahrmotor DAM 410

Die Lokomotive ist mit einem 16-Zylinder-Dieselmotor vom Typ 16 V 4000 R41 von MTU Friedrichshafen mit Common-Rail-Einspritzung, Turboaufladung und Ladeluftkühlung ausgerüstet. Dieser leistet 2000 kW bei einer Drehzahl von 1800/min. Im Leerlauf werden zur Verbesserung der Abgaswerte 8 von 16 Zylindern abgeschaltet. Über dem Dieselmotor sind der Partikelfilter und der Schalldämpfer untergebracht.

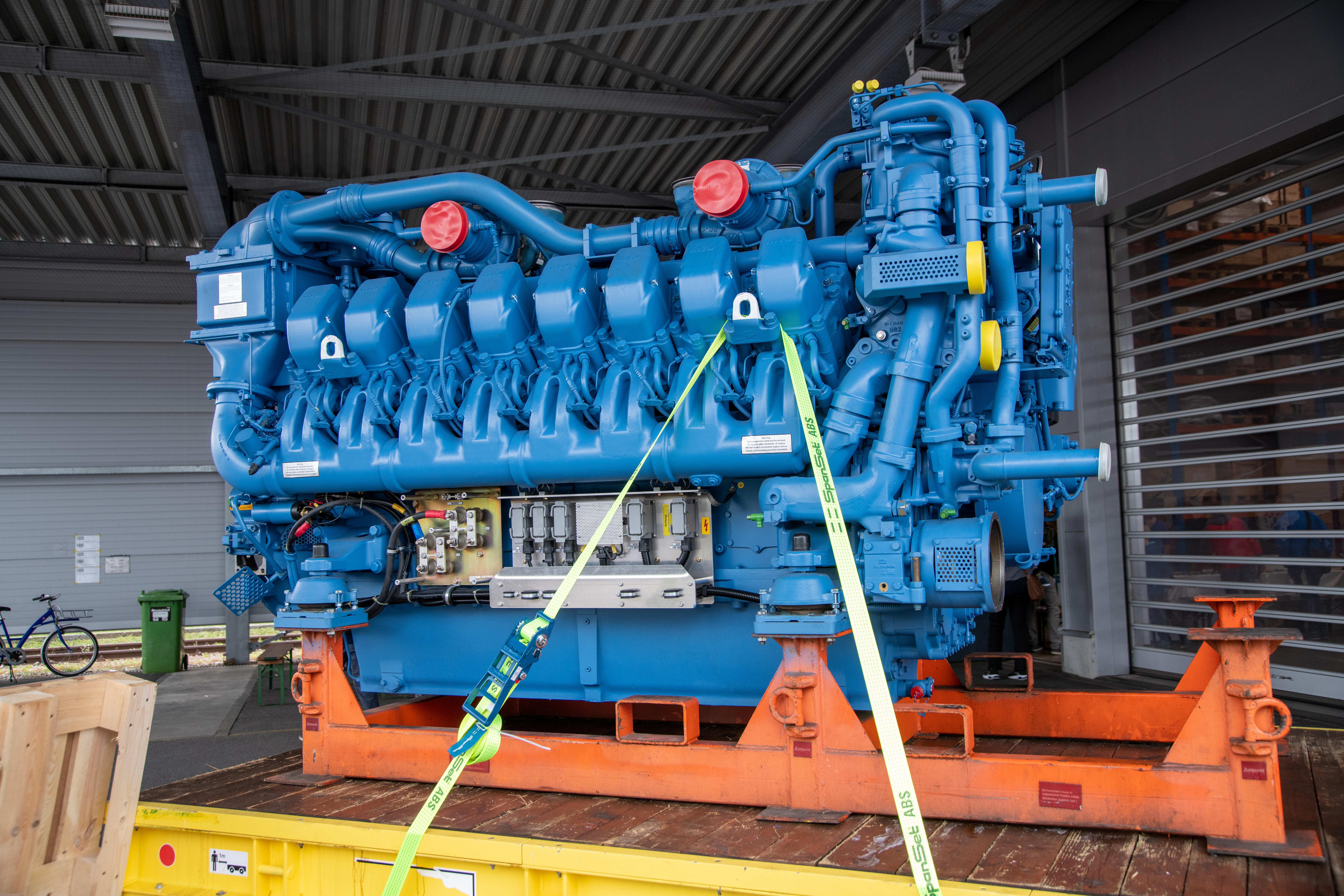
Dieselmotor MTU 4000 16V R41

Der vom Dieselmotor angetriebene, eigenbelüftete, fremderregte Synchrongenerator erzeugt einen Dreiphasen-Wechselstrom, welcher über eine ungesteuerte Gleichrichterbrücke in einen Gleichspannungszwischenkreis eingespeist wird. Aus diesem wird der Pulswechselrichter gespeist, welche für alle vier Drehstrom-Asynchron-Fahrmotoren einen frequenz- und spannungsvariablen Drehstrom erzeugen.
Beim Einsatz der dynamischen Bremsen schalten die Fahrmotoren in den Generatorbetrieb und erzeugen elektrischen Strom, welcher von den Pulswechselrichtern gleichgerichtet und in den Zwischenkreis eingespeist wird. Mit Hilfe des Bremsstellers wird die Leistung der aus dem Zwischenkreis gespeisten Bremswiderstände gesteuert. Diese sind im Dach über den Stromrichterblock angeordnet. Im Bremsbetrieb ist eine Bremsleistung von bis zu 1000 Kilowatt und eine Bremskraft von bis zu 100 kN umsetzbar. Durch die Einspeisung in den Zwischenkreis können im Bremsbetrieb auch die Hilfsbetriebe und die Zugsammelschiene ohne den Dieselmotor versorgt werden, wodurch Kraftstoff gespart werden kann.

### Hilfsanlagen
Aus dem Zwischenkreis des Stromrichters wird auch der Hilfsbetriebeumrichter gespeist, welcher die Hilfsbetriebe der Lokomotive mit 440 V Dreiphasenwechselspannung versorgt. Dieser hat zwei Ausgänge, einer mit einer festen Ausgangsfrequenz von 60 Hz und einer mit einer variablen Frequenz zwischen 2 und 60 Hz. Der frequenzvariable Ausgang steuert den Zentrallüfter an, welcher für die Kühlung des Stromrichters, des Hilfsbetriebeumrichters und der Fahrmotoren sorgt. Der frequenzfeste Ausgang versorgt den Luftpresser, das Batterieladegerät, den Lüfter des Zugsammelschienen-Containers, die Wasserpumpe des Stromrichters, sowie die Klimaanlagen und Zusatzheizungen an.
Auch der Wechselrichter für die Zugsammelschiene wird über den Zwischenkreis mit Energie versorgt. Da alle Verbraucher an den Zwischenkreis angeschlossen sind, kann bei erhöhtem Leistungsbedarf wie zum Beispiel beim Anfahren oder auf kurzen Steigungsabschnitten die Zugsammelschiene abgeschaltet werden, sodass die gesamte elektrische Leistung für die Fahrmotoren genutzt werden kann. Die maximale Leistung der Zugsammelschiene beträgt 400 kVA.
Der Dieselmotor wird durch eine Kühlanlage mit einem hydrostatisch angetriebenen Lüfter gekühlt.
Die Druckluft wird von einem Drehstrommotor angetriebenen Schraubenluftpresser erzeugt, der im Elektroraum im Druckluftgerüst angeordnet ist. Drei Hauptluftbehälter sind im Dach oberhalb des Bremsgerüstes angeordnet.
Die Lokomotive hat zwei getrennte 24 V-Kreise für die Verbraucher und den Anlasser. Über den festfrequenten Hilfsbetriebeumrichter wird auch das Batterieladegerät versorgt. Während bei den ersten Lokomotiven der Anlasser noch über gesonderte Batterien versorgt wird, werden bei den neueren Lokomotiven der benötigte Strom in Doppelschichtkondensatoren, sogenannte Ultra-Caps, gespeichert. Damit sind zwei bis drei Startvorgänge unabhängig von der Hauptbatterie möglich.
Die Leittechnik der Lokomotive beruht auf dem SIBAS 32 System und besteht aus den Hauptkomponenten Zentral-Steuergerät (ZSG), Antriebs-Steuergerät (ASG) und dem Brems-Steuergerät (BSG). Die Datenkommunikation zwischen den Komponenten erfolgt über den Fahrzeugbus MVB, sowie innerhalb des Zugverbandes über den Zugbus WTB nach dem ÖBB-Fernsteuerkonzept oder ZWS/ZDS/ZMS. Mehrfachtraktionssteuerung mit kompatiblen Fahrzeugen ist dementsprechend über den WTB gemäß dem österreichischen Fernsteuerkonzept bzw. über ZWS/ZDS/ZMS möglich.
Als Zugbeeinflussungssystem sind die Lokomotiven mit Indusi I60R mit PZB 90-Funktionalität ausgerüstet. Zusätzlich ist eine Zugfunkanlage vom Typ ZFM 21 sowie bei den Lokomotiven der Reihe 2016 der ÖBB-Verschubfunk eingebaut.

## Bildergalerie

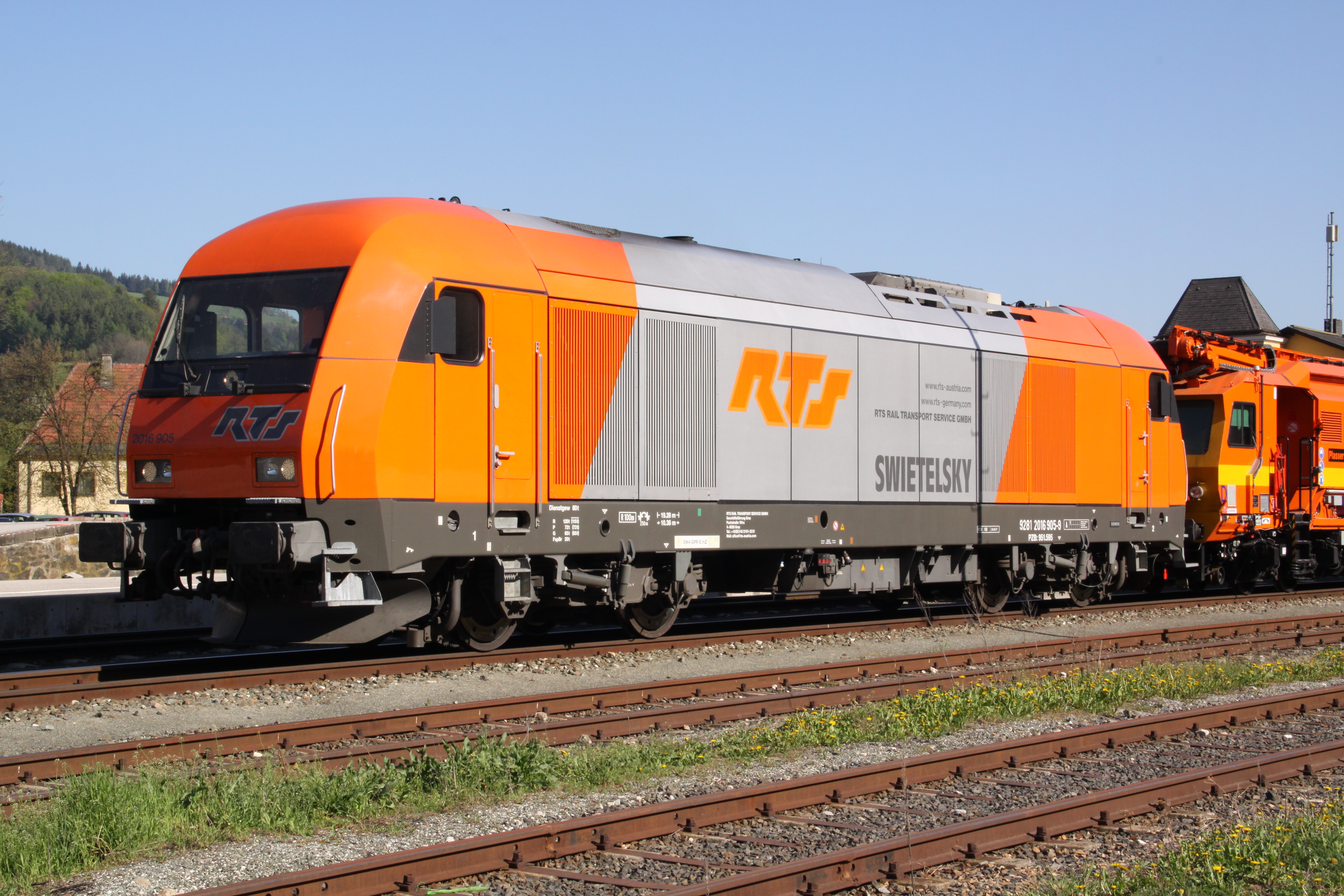
2016 905 der RTS
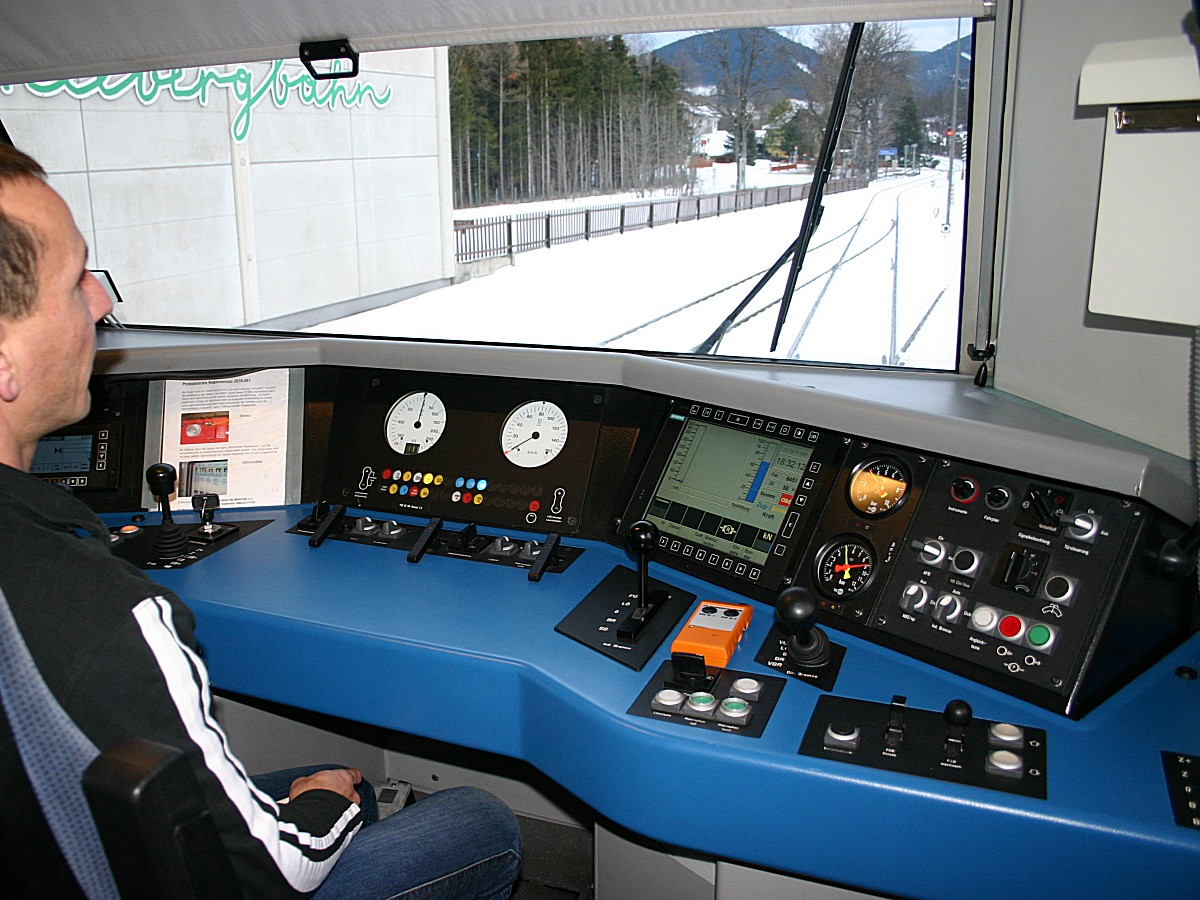
Der Führerstand einer Lok der ÖBB Reihe 2016
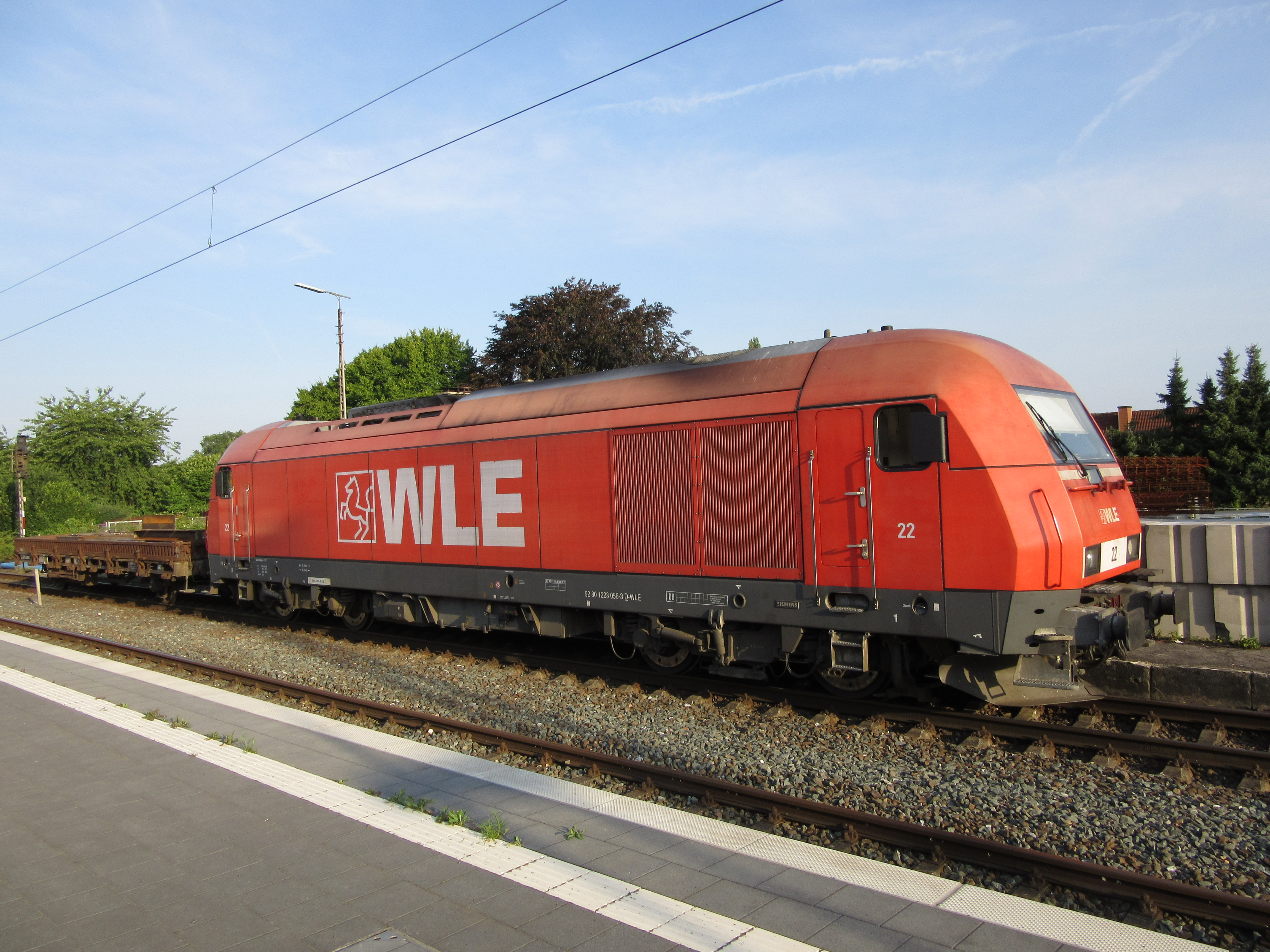
Lok 22 (223 056) der Westfälischen Landes-Eisenbahn (WLE) in Neubeckum
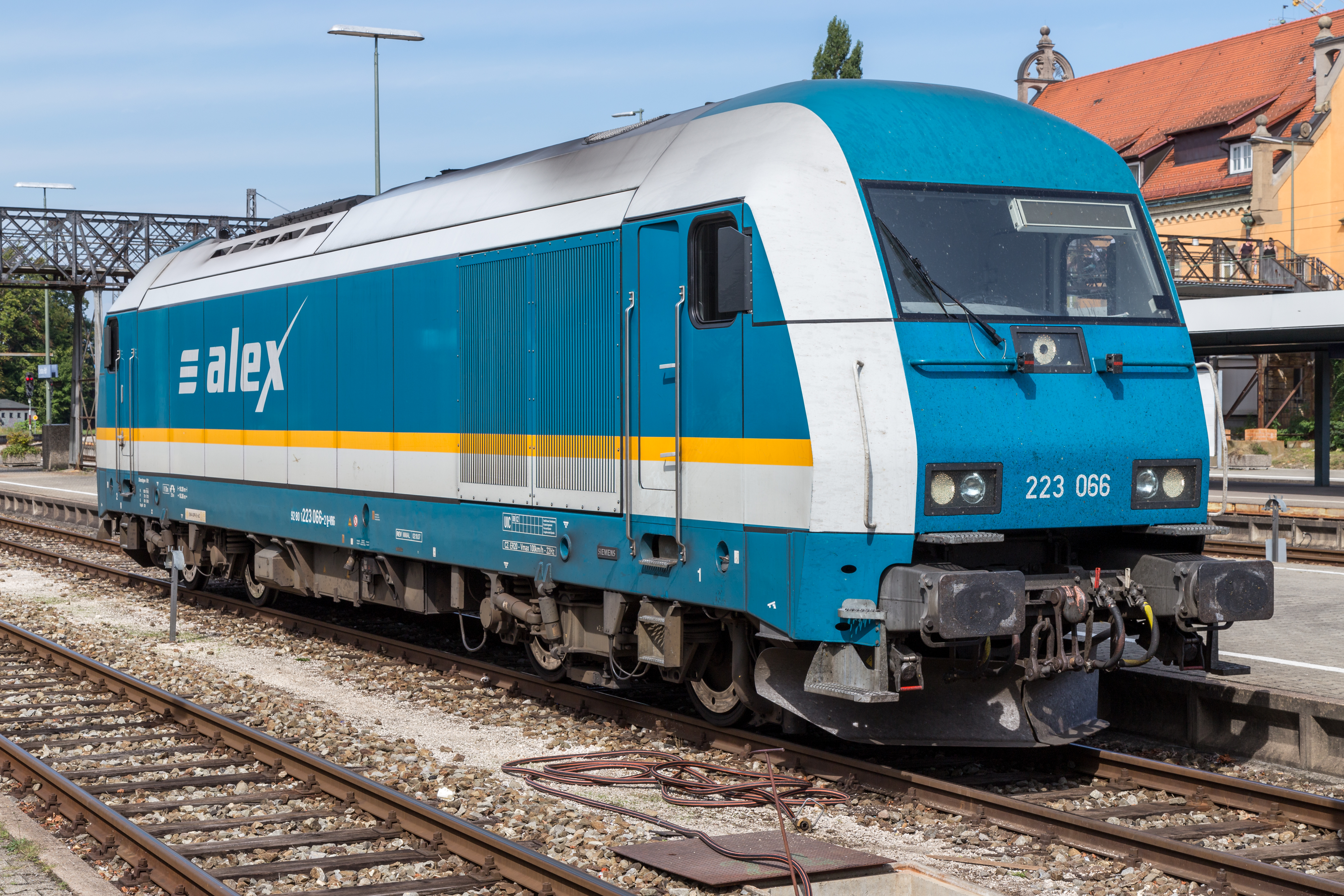
223 066, eine der ALEX-Loks, in Lindau
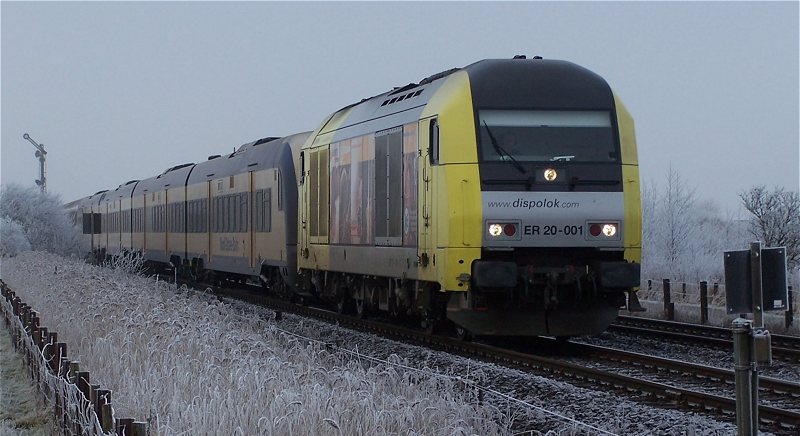
ER20 zieht den Marschbahn-Express der Nord-Ostsee-Bahn von Bahnhof Westerland (Sylt) nach Bahnhof Hamburg-Altona
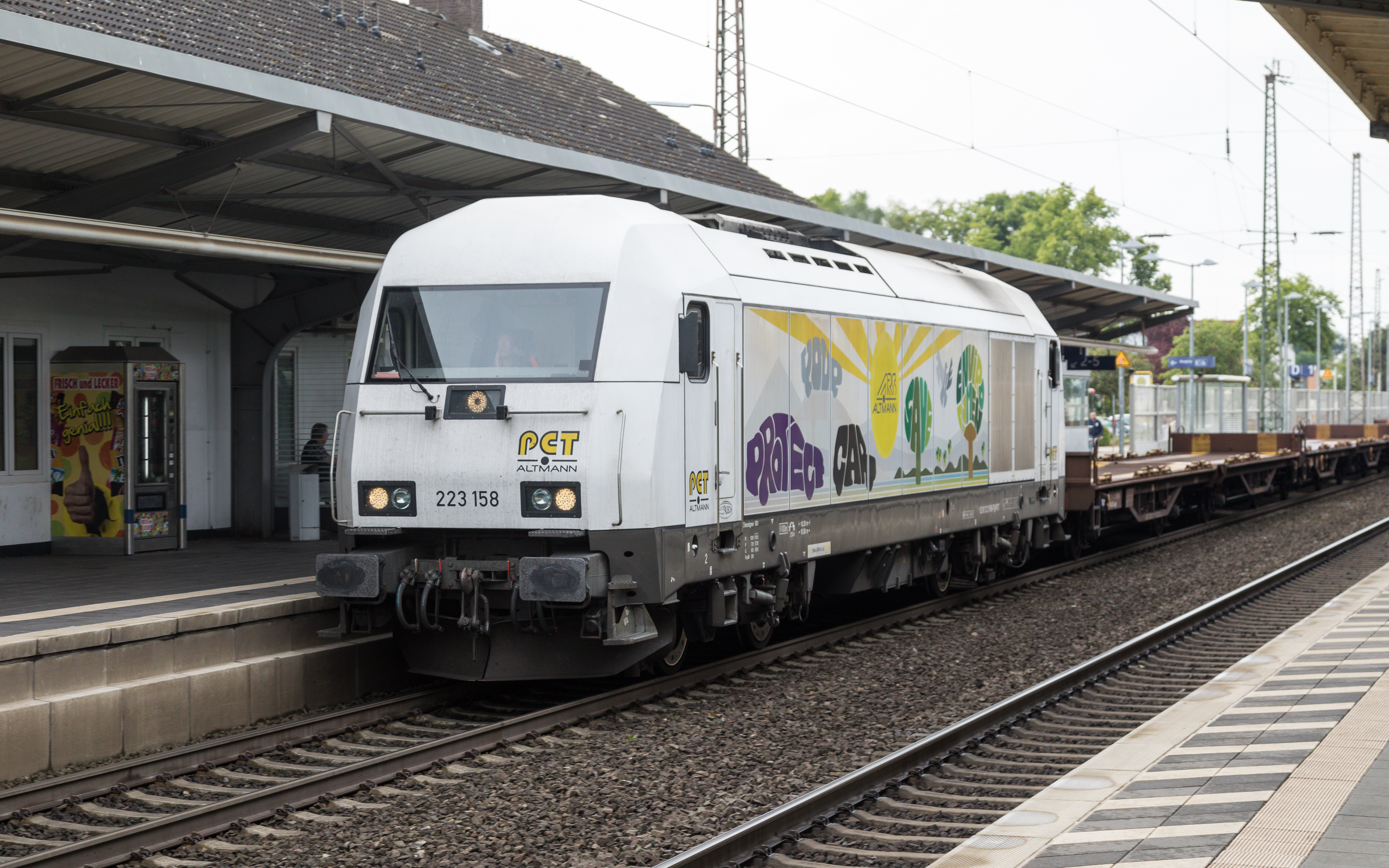
223 158 der PCT Altmann in Verden/Aller
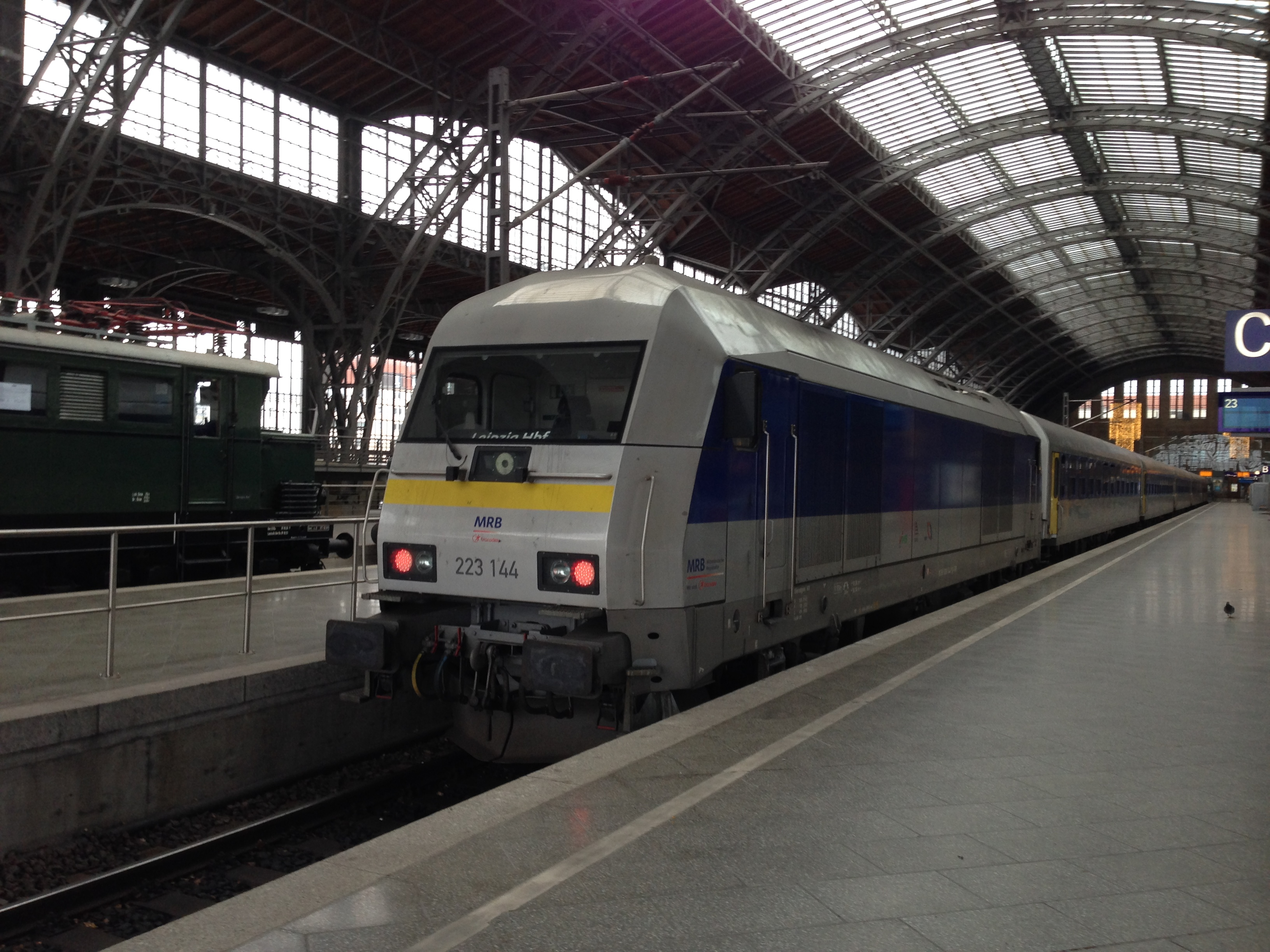
223 144 der Transdev Regio Ost im Leipziger Hauptbahnhof als CLEX RE 6 von Chemnitz Hauptbahnhof
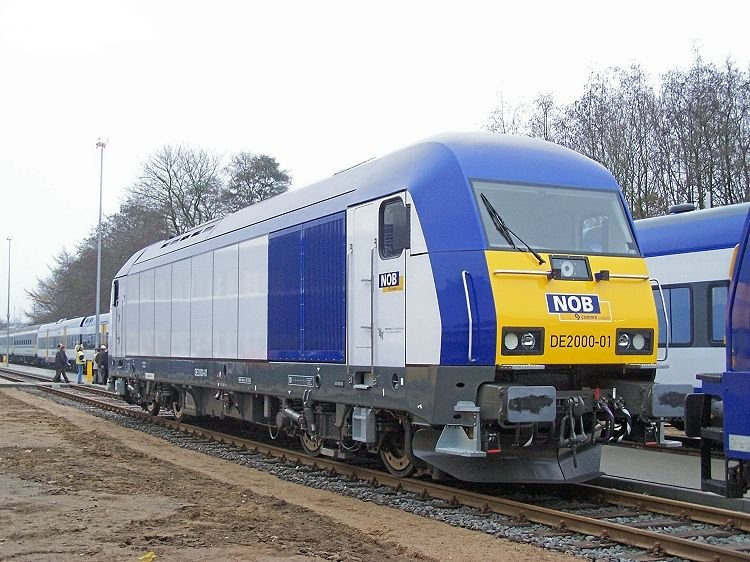
Lok DE 2000-01 der Nord-Ostsee-Bahn am ersten Betriebstag der Marschbahn auf dem eigenen Betriebsgelände in Husum
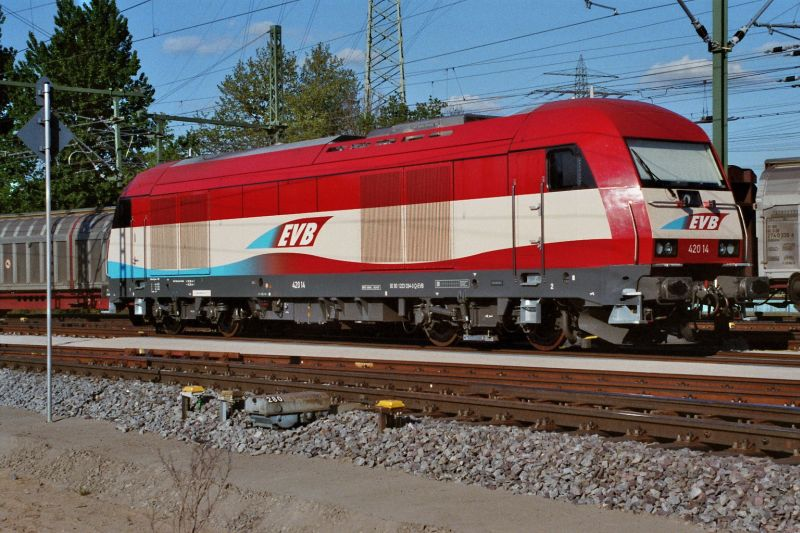
Die EVB 420 14 in Hamburg Waltershof am 30. April 2007
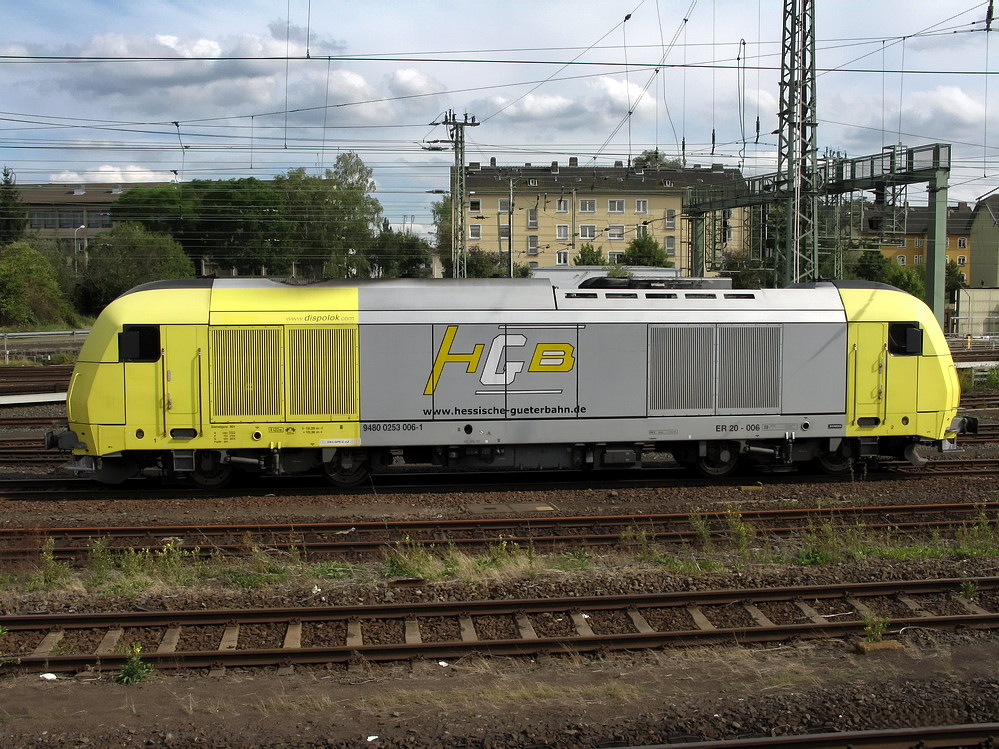
Seitenansicht der 253 006 der Hessischen Güterbahn GmbH
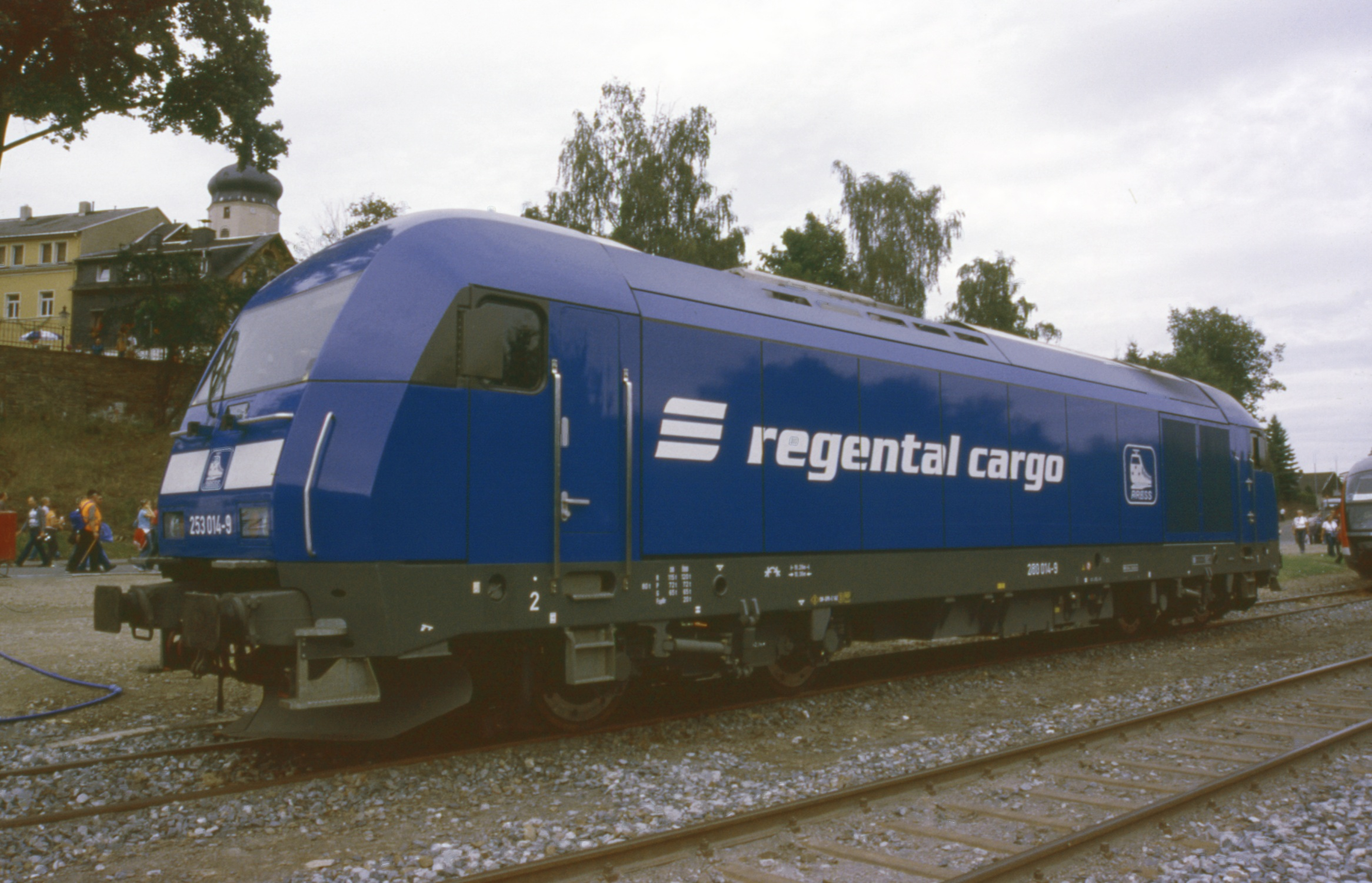
253 014 der PRESS mit Beschriftung der Regental Bahnbetriebs GmbH
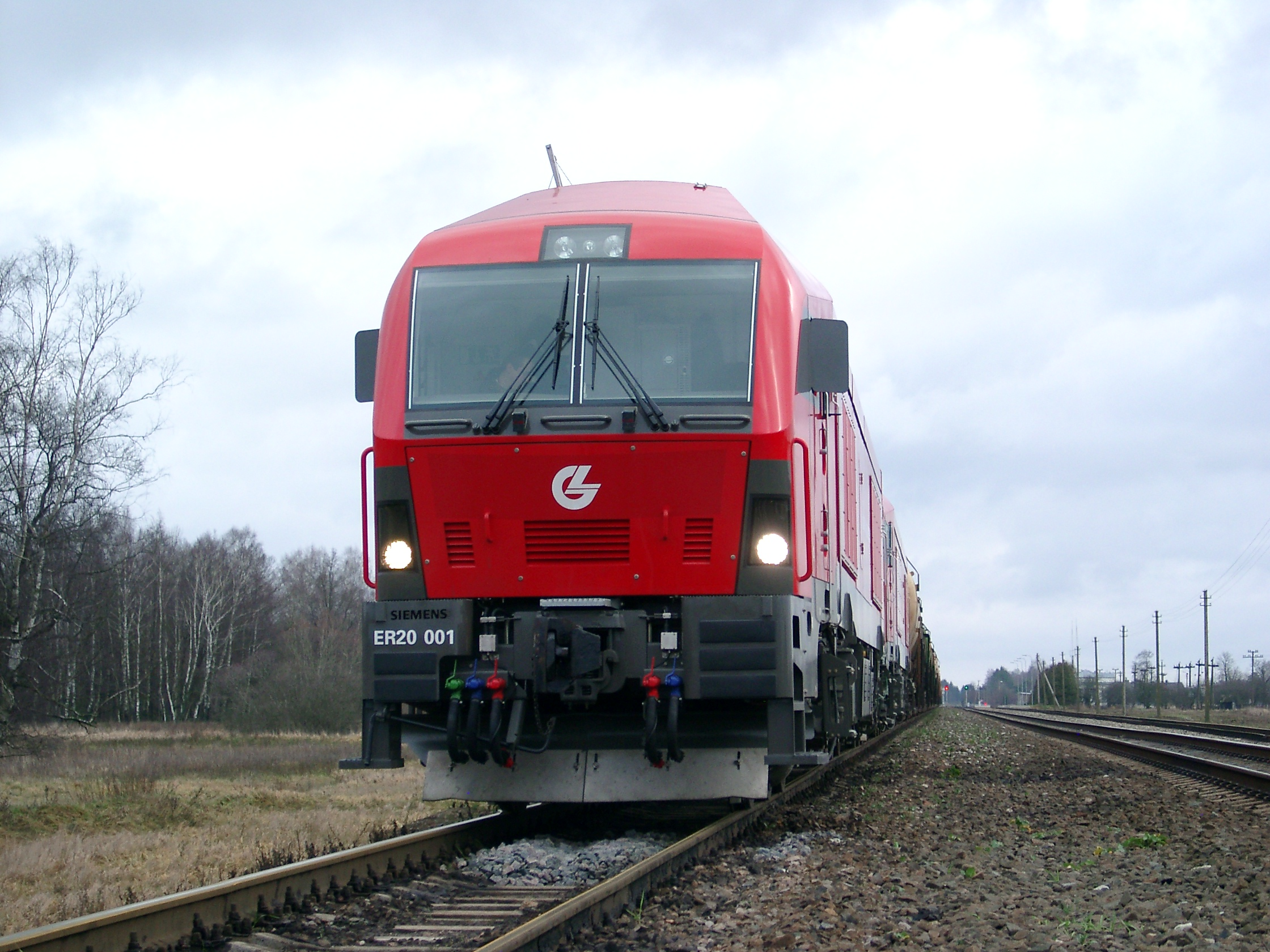
Siemens EuroRunner ER20 CF bzw. LG-Baureihe ER20 für Litauen
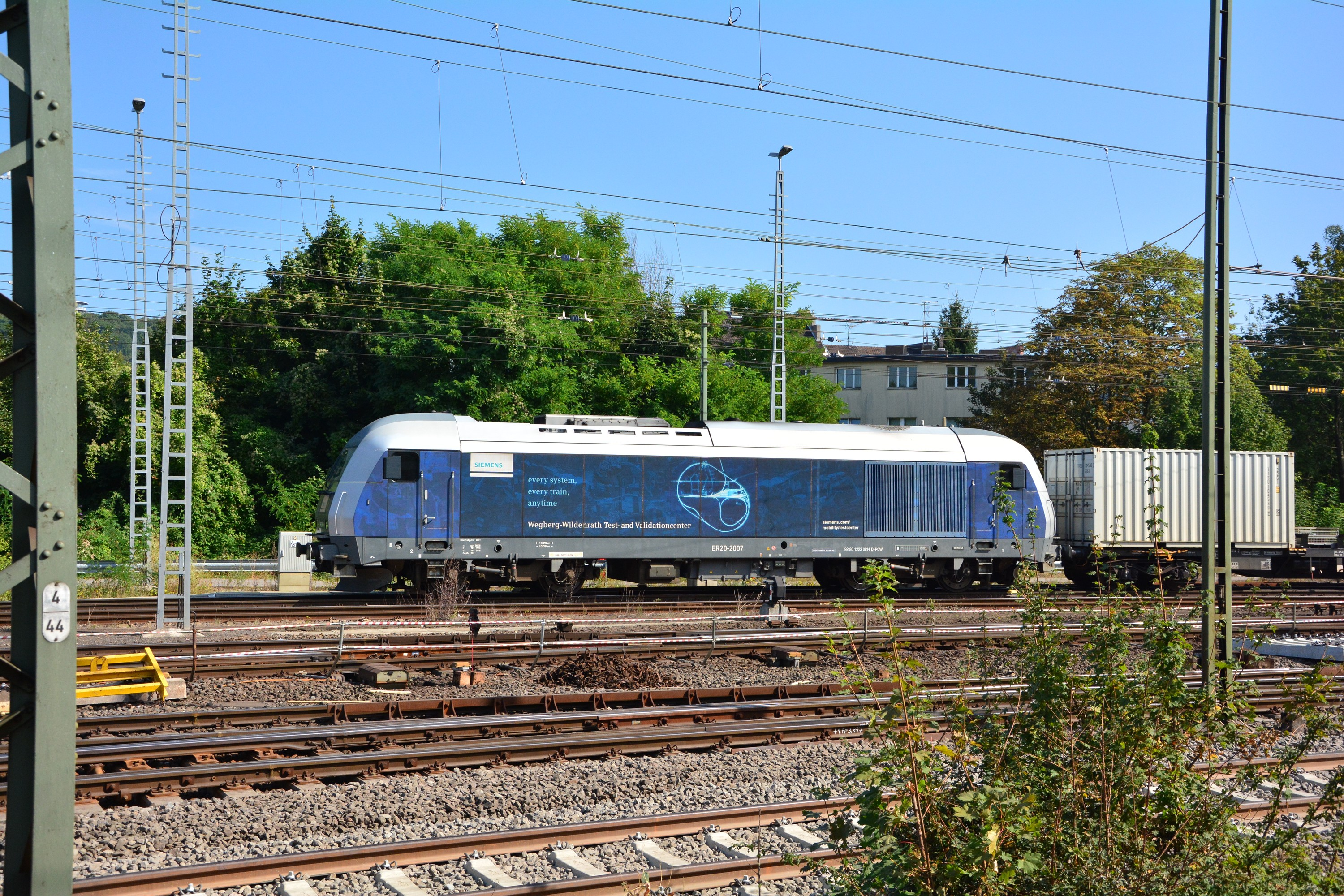
Siemens ER20-2007 von Wegberg-Wildenrath Test- and Validationcenter
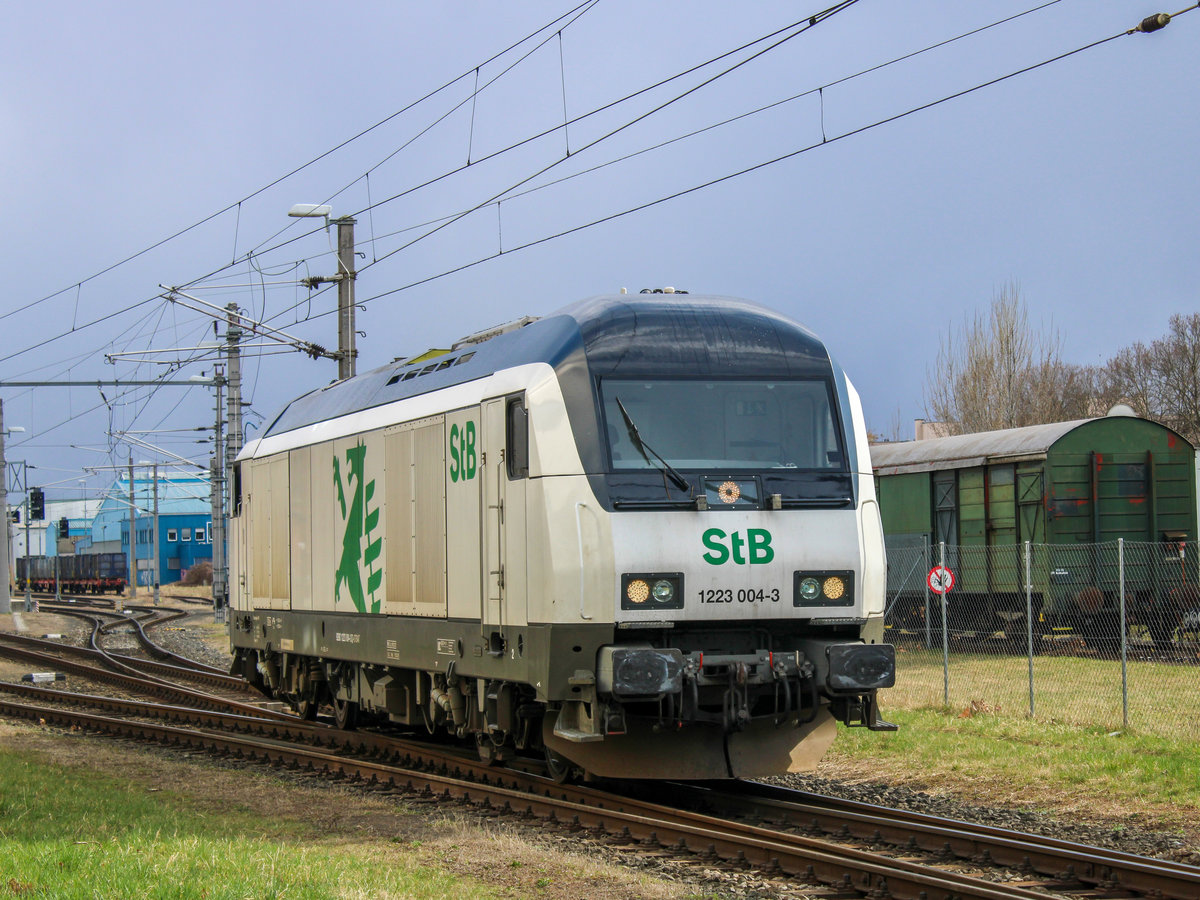
Steiermarkbahn 1223 beim Bahnhof Graz Ostbahnhof-Messe.
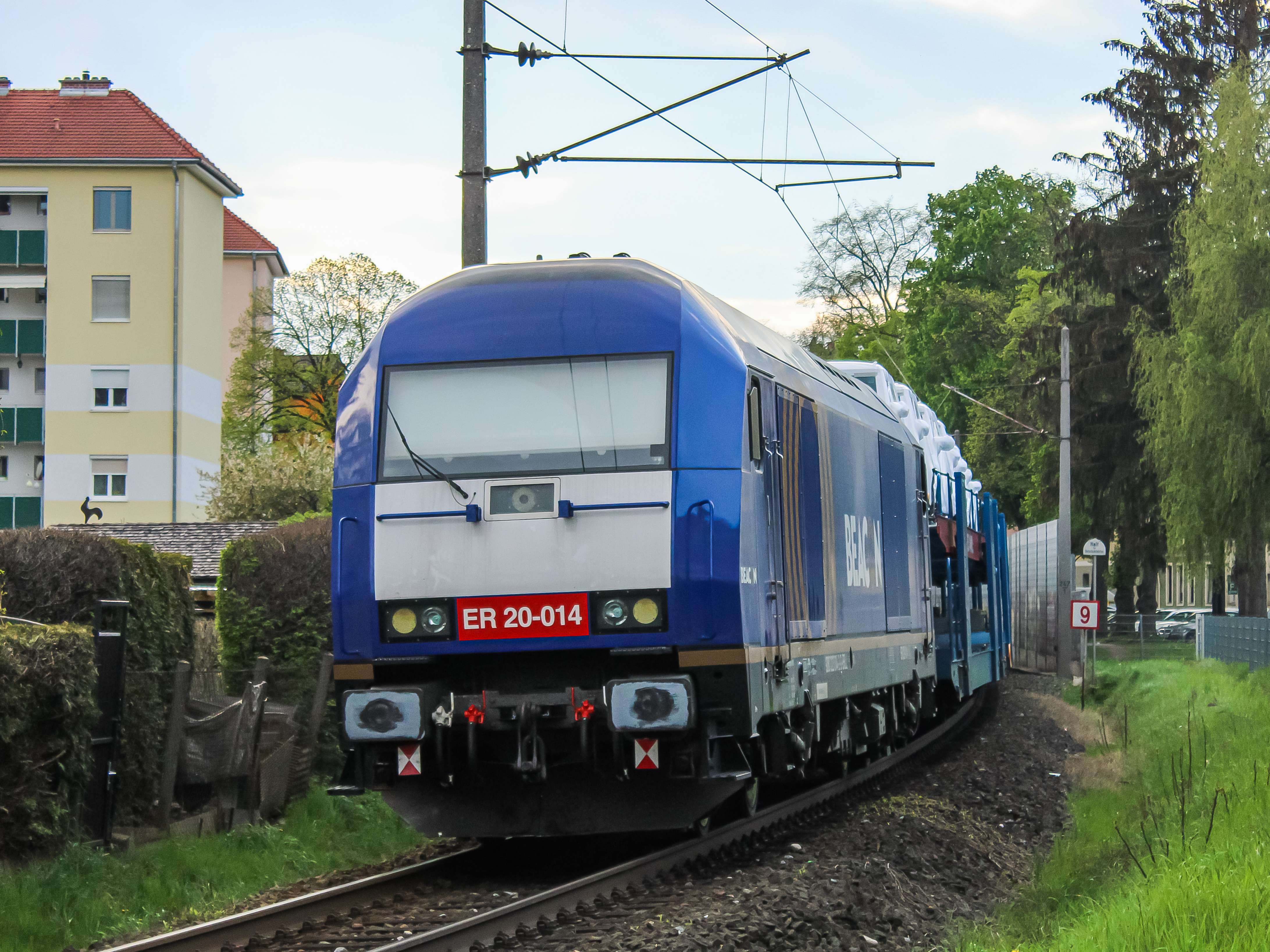
Beacon Rail ER20 – 014
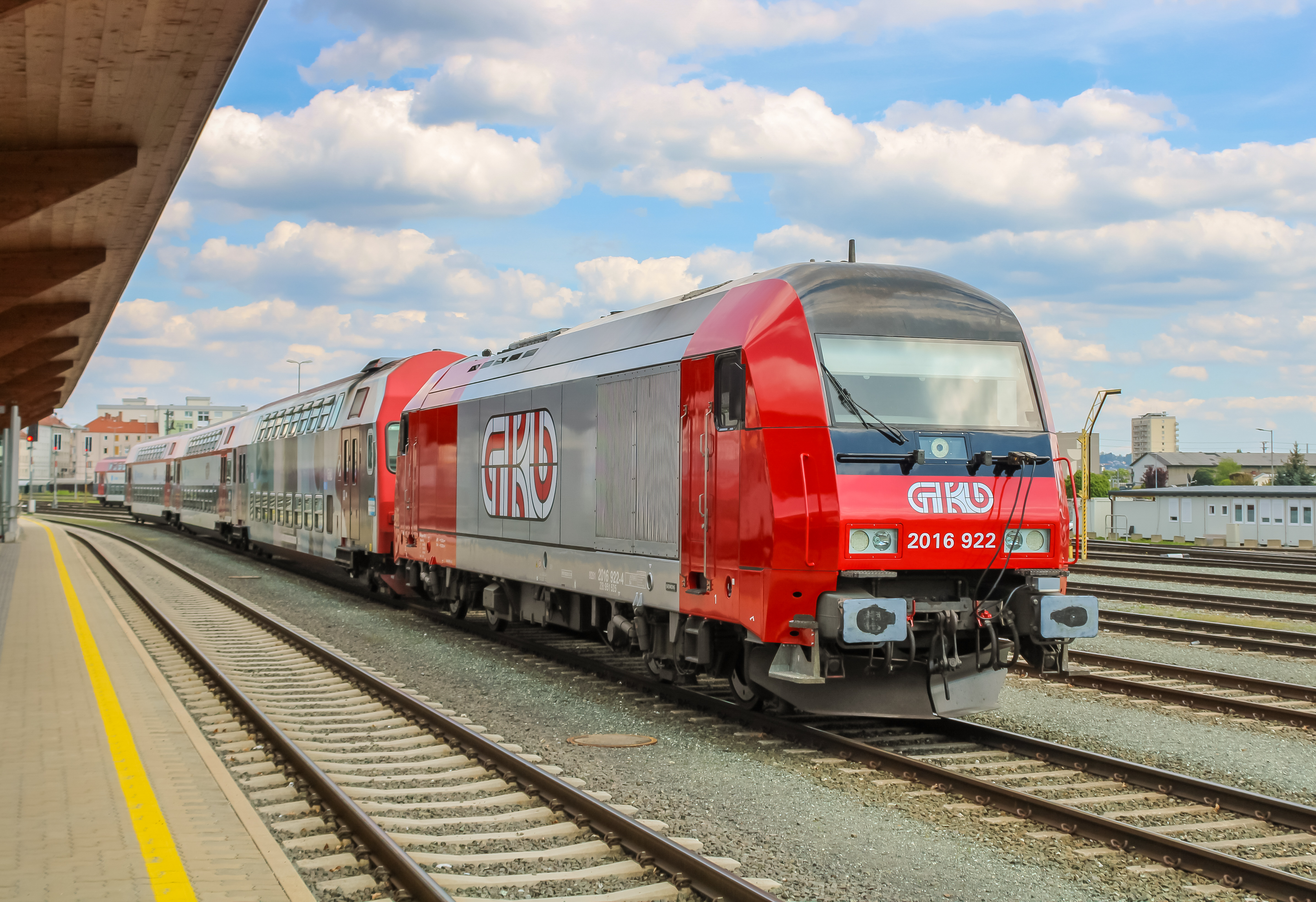
2016 922, die seit Mai 2021 Doppelstockzüge der GKB zieht.